# Фьодор Лапухов
Фьодор Юриевич Лапухов (на беларуски: Фёдар Юр'евіч Лапавухаў, на руски: Фёдор Юрьевич Лапоухов) е беларуски футболист, който играе като вратар. Състезател е на ЦСКА София.

## Кариера

### Динамо (Минск)
Възпитаник е на Академията на Динамо (Минск). Първият треньор на футболиста е Владимир Николаевич Лукяненко. В клуба от Минск играе за младежките отбори на родените през 2003 г. в юношеското първенство. През юли 2021 г. Лапухов е преотстъпен на ФК Лида до края на сезона. Дебютира за клуба на 25 август 2021 г. в мач срещу Локомотив (Гомел).

#### 2023
В началото на 2022 г. играе за резервния отбор на Динамо (Минск). През януари 2023 г. започва да тренира с основния отбор. Дебютира на 2 април 2023 г. в мач срещу ФК Славия-Мозир. Той е включен в символичния отбор на 2-ия кръг на Беларуската Висша лига. В мача на 29 април 2023 г. срещу Неман от Гродно Лапухов получава червен картон, след като събаря Алимардон Шукуров, който впоследствие губи съзнание и напуска терена с линейка. През юли 2023 г. пътува с клуба за квалификационните мачове от Лигата на конференциите. Първият мач в турнира се изиграва на 13 юли 2023 г. срещу босненския клуб Железничар (Сараево). В реванша на 20 юли 2023 г. Железничар се класира за втория квалификационен кръг въз основа на общия резултат. В края на сезона Лапухов става шампион на Беларус.

#### 2024
Започва новия сезон на 2 март 2024 г. с поражение в Суперкупата на Беларус, където Динамо губи от жодинския Торпедо-БелАЗ след изпълнение на дузпи.

### ЦСКА (София)
На 23 януари 2025 г. Лапухов подписва с ЦСКА (София).

## Национален отбор
Лапухов дебютира за националния отбор на Беларус на 11 юни 2024 г. в приятелски мач срещу Израел проведен в Будапеща, Унгария. Той заменя Сергей Игнатович в 80-ата минута, а Израел печели с 4:0.

## Успехи
Динамо (Минск)
- Беларуска висша лига: 2023, 2024